# Munborsten
Munborsten är lundensisk karnevalsfilm från 1978 i regi av Hans Grevelius.

## Handling
Handlingen i Munborsten, vilken beskrivits som "en socialrealistisk upplysningskomedi", kretsar kring en ung man (Torbjörn Hultsberg) som för att komma närmare kvinnan han älskar (Anna Ekströmer) tar arbete på samma varuhus som hon. Paret marknadsför där "munborsten", en liten tandborstliknande tingest som träs direkt på pekfingret och vilken blir en så stor försäljningsframgång att den blir en samhällsfara.

## Om filmen
Munborsten var den första karnevalsfilmen att produceras sedan 1966 och även den första karnevalsfilmen över huvud taget i färg och med direktupptaget ljud. Filmvetaren Erik Hedling har framhållit att filmen är särskilt intressant i det att den dokumenterar åtskilliga lundamiljöer, vilka annars är sällan förekommande på film, däribland Domusvaruhuset vid Mårtenstorget samt andra områden i stadskärnans södra delar. Också Grand Hotels dåvarande, sedermera starkt ombyggda, interiörer är väl dokumenterade i filmen.
I enlighet med den lundensiska karnevalsfilmstraditionen gästspelar ett stort antal såväl lokalt som nationellt kända personer i filmen, däribland dåvarande statsministern Torbjörn Fälldin, programledaren Pekka Langer, fäktaren Rolf Edling, "skägget" Jan-Öjvind Swahn och a cappella-gruppen The Manhattan Transfer. 
Filmen förevisades under karnevalen på Palaestra et Odeum, vilken för ändamålet döpts om till "Reaktorn" i anknytning till årets tema: "Energikarneval".